# Bobby Jones (basket-ball, 1984)
Pour les articles homonymes, voir Jones.
Ne doit pas être confondu avec Bobby Jones (basket-ball).
Bobby Ray Jones Jr., né le 9 janvier 1984 à Compton (Californie), aux États-Unis, est un joueur américain de basket-ball. Il évolue au poste d'ailier.